# Kubo Seiji
Seiji Kubo (sinh ngày 21 tháng 8 năm 1973) là một cầu thủ bóng đá người Nhật Bản.

## Sự nghiệp câu lạc bộ
Seiji Kubo đã từng chơi cho Nagoya Grampus Eight.